# Романовська порода овець
Романовська порода — грубошерстна порода овець шубного напрямку продуктивності.

## Історія
Виведена в XVIII столітті (перша згадка — 1802) в селянських господарствах приволзьких районів Ярославської губернії відбором найкращих за шубних якостям місцевих північних короткохвостих овець. Названа за місцем первинного поширення — Романово-Борисоглібський повіт.
У радянський час була поширена в північних і північно — східних областях Європейської частини РРФСР і в БРСР. На 1 січня 1985 було 456 тисяч романівських овець.

## Характеристика
Міцний добре розвинений кістяк. Невелика суха довгаста горбоноса голова. Стоячі вуха. Округлий бочкоподібний тулуб, лінія холки, спини і крижів пряма. Короткий хвіст (8-10 см). Міцні прямі широко розставлені ноги. І самці і самки бувають рогаті і комолі. Маса баранів — 65-75 (до 100) кг., маток — 45-55 (до 90) кг.
Романівські вівці бажаного типу мають міцну конституцію, середній зріст, міцний кістяк, добре розвинену мускулатуру, широкі і глибокі груди, короткий хвіст, комолу голову. Барани крупніші за маток. Мають більш грубий і потужний кістяк, широко поставлені ноги і значну горбоносість голови.
Романовська порода овець дає хороші за теплоізоляційними властивостями і досить міцні шубні овчини, що вважаються найкращими у світі; найцінніші виходять від 6-8 місячних ягнят. Шерсть містить багато пуху, який за довжиною переростає ость, утворюючи косиця з красивими дрібними кільцеподібними завитками у верхньому ярусі. Співвідношення ості і пуху 1:4 — 1:10. Шерсть густа — 2600—2800 волокон на 1 см² площі шкіри. Товщина ості — 60-90 мкм, пуху — 20-27 мкм. У новонароджених волосяний покрив чорний, з 2-4 тижнів він починає світлішати до 3-5 місяців волокна пуху остаточно депігментуючих. Чорна ость і білий пух дає у дорослих сірий (сталевий) колір з блакитним відтінком. На морді і вухах, як правило, білі відмітини. Шерсть при носінні шуб та кожухів не звалюється, міздря тонка. Стрижка проводиться 3 рази на рік (приблизно в березні, червні та жовтні), що обумовлено сезонної линькою. Річний настриг з баранів — 2,5-3,5 кг, з маток — 1,4-1,8 кг. Шерсть використовується в основному в валяльному виробництві.
Висока плодючість — 230—270 %: по одному ягняті — 6-8 % маток, по два — 38-40 %, по три — 44-46 %, від чотирьох до восьми — 8-10 %. Матки поліестричні, завдяки чому можуть ягнитися 2 рази на рік або 3 рази на два роки. За 100 днів вони можуть дати 100—110 л молока жирністю 7-8 %, в найкращих стадах — 120—150 л і більше. Скоростиглість задовільна — у 100-денному віці ягнята важать 20-22 кг, в 8-9 місячному — 35-40 кг. Статева зрілість настає рано, в хороших умовах в 10-12 місяців.
Незважаючи на особливе місце за овчинно-шубної продуктивності, основне господарське та економічне значення романовських овець — продуктивність м'яса.